# Xylotrechus smei
Xylotrechus smei es una especie de escarabajo longicornio del género Xylotrechus. Fue descrita científicamente por Castelnau & Gory en 1841.
Se distribuye por Nepal, Bután, India, Pakistán, Birmania, Afganistán, Tanzania, Tailandia y el Tíbet. Mide 11-17 milímetros de longitud. El período de vuelo ocurre en los meses de enero, abril, mayo, junio, julio, agosto y septiembre.